# 情報技研
株式会社情報技研（じょうほうぎけん）は、栃木県宇都宮市に本社を置く技術者派遣・設計請負・解析請負会社。

## 事業内容
- 設計請負事業
- 解析請負事業
- 設計技術者派遣事業
- CATIAフリースクール事業